# Kocsuli
Kocsuli (macedónul: Кочули, törökül Koçullu) település Észak-Macedóniában, a Délkeleti körzetben, a Valandovói járásban.

## Népesség
| Lakosok száma | 96   | 105  | 94   | 64   | 81   | 109  | 95   | 50   | 53   |
|               | 1948 | 1953 | 1961 | 1971 | 1981 | 1991 | 1994 | 2002 | 2021 |

- 1994-ben 91 lakosa volt.
- 2002-ben 50 lakosa volt, akik közül 49 török és 1 egyéb.